# Live in Detroit
Live in Detroit är en i raden av musikgruppen The Doors inspelade livekonserter, utgivet hösten år 2000.
1969 bestämde sig The Doors för att spela in ett livealbum. Detta är en i raden av konserter som slutligen blev Absolutely Live i klippt form. Inspelat i Detroit Cobo Hall.

## Låtlista
Alla låtar skrivna och framförda av Densmore, Krieger, Manzarek och Morrison.
CD 1:
1. Tuning 1:34
2. Roadhouse Vamp 1:31
3. Hello To The Cities 1:16
4. Dead Cats, Dead Rats 1:54
5. Break On Through (To The Other Side) 4:45
6. Alabama Song (Whiskey Bar) (Brecht, Weill) 1:55
7. Back Door Man 2:24 (Dixon)
8. Five To One 6:44
9. Roadhouse Blues 6:44
10. You Make Me Real 2:57
11. Ship Of Fools 7:23
12. When The Music's Over 17:40
13. People Get Ready 0:36
14. Mystery Train 7:03
15. Away In India 2:07
16. Crossroads 4:01

Total speltid 70:34
CD 2
1. Tuning 1:59
2. Carol 1:50
3. Light My Fire 19:39
4. Been Down So Long 9:07
5. Love Hides 1:45
6. Mean Mustard Blues 3:47
7. Carol (reprise) 0:44
8. Close To You 1:38
9. I'm A King Bee 2:37
10. Rock Me / Heartbreak Hotel 5:40
11. The End 17:35

Total speltid 66:21